# مات موران
مات موران (بالإنجليزية: Matt Moran)‏ هو مشارك تلفزيون الواقع ‏ وطاهي أسترالي، ولد في 15 مايو 1969 في تامورث في أستراليا.

## وصلات خارجية
- الموقع الرسمي